# Diodora viridula
Diodora viridula är en snäckart som först beskrevs av Jean-Baptiste Lamarck 1822.  Diodora viridula ingår i släktet Diodora och familjen nyckelhålssnäckor. Inga underarter finns listade i Catalogue of Life.